# Cristina María Alloza Sanz
Cristina María Alloza Sanz (Castellón de la Plana, 29 de diciembre de 1922-20 de agosto de 2009) fue una novelista valenciana.
Cristina descubrió su vocación por el éxito que tuvo entre las compañeras del Colegio de la Consolación, donde estudiaba, la carta que una monja les había hecho escribir dedicada a una amiga imaginaria, a la cual tenían que pedir empleando un bastidor para bordar. Estudió el bachillerato en la academia Coloma, muy popular entonces, y desde aquel momento se dedicó a escribir de manera continuada, sobre todo novela. La editorial Pueyo, de Madrid,  publicó el 1949 la obra Encontré mis blasones y el 1951 Más allá de las nubes, que la productora Cifesa quiso traer al cine, pero no llegaron a un acuerdo en cuanto al asunto de cortes y de adaptaciones. Cristina era ya una novelista de ámbito nacional, aunque, al fallecer su padre, tuvo que trabajar como funcionaria, primero a la delegación de la Fiscalía de Tasas, durante seis años, después al Hermandat de Llauradors, como ayudante del abogado castellonense, Alfonso Gil Maties y, finalmente, a la delegación del Ministerio de Agricultura, como funcionaria del estado hasta los 65 años, en que se jubiló. Desde los años 60 colaboró a la revista Festividades y en otras publicaciones relacionadas con las fiestas magdalaneras. El 1969, entre la librería Armengot y la Junta Central de Fiestas, editaron La grande esmeralda, con portada y dibujos interiores de Juan Soler Blasco. El ilustre intelectual Carlos G. Espresati reconoció a la presentación la "honda raigambre magdalenera" y de "fantasía del misterio policíaco". Murió a los 86 años en el Hospital General de Castelló.
Su padre, Maximià Alloza Vidal, fue médico, pintor y poeta, firmó las normas del 32 de la lengua valenciana y fue seguidor de Teodor Llorente. Publicó «Venturita» en El cuento universal (Valencia, n. 6, 1908) y el largo poema Ioesa y fue el creador del colectivo Nuestra Tierra, sociedad instructiva regionalista, el 1914.

## Obras
- Encontré Mis Blasones (1949). Madrid: Pueyo Madrid.[4]
- Más Allá De Las Nubes (1951). Madrid: Pueyo.[5]
- La Gran Esmeralda (1969). Castellón: Armengot.